# Conseil des travaux
Le Conseil des travaux était une branche du Ministère français de la Marine chargée d'étudier les projets de construction des navires ou d'infrastructures liés à la Marine française. 

## Histoire et mission
Le conseil des travaux est créé en 1831 afin de contrôler les constructions navales militaires françaises. Il conseille le Ministère de la Marine sur tout ce qui est construction de navires, d'armement naval, préparation de ceux-ci, évaluation des coûts générés. Il examine aussi les propositions adressées au Ministère par des officiers en service ou par des civils. Une de ses missions consiste ainsi à étudier les projets de constructions de navires du Conseil supérieur de la Marine faites au Ministère et de faire des commentaires et observations. Une fois approuvées par celui-ci, diverses propositions faites par des architectes navals sur ces projets sont étudiées, puis rejetées ou approuvées, avec parfois des modifications préalables ; ces dernières sont ensuite transmises au Ministère pour décision finale.
Le conseil est composé d'une vingtaine de membres, choisis parmi des officiers supérieurs expérimentés, des ingénieurs, des spécialistes en hydraulique et des généraux d'artillerie. Durant les années 1890 et l'essor de la Jeune École, ce conseil composé majoritairement d'amiraux âgés est vu comme une institution rétrograde et conservatrice, dépassée par les changements industriels et technologiques de l'époque. En 1905, le Conseil des travaux est remplacé par le Comité technique.